# La Flûte de vertèbres
La Flûte de vertèbres (« russe : «Флейта-позвоночник») est un poème de Vladimir Maïakovski écrit à l'automne 1915.

## Histoire de l'édition
Vladimir Maïakovski a commencé à travailler à ce poème à l'automne 1915. On sait qu’il a été achevé au plus tard en novembre de cette même année.
L'intitulé initial est Vers à elle («Стихи ей»). Il est dédié par l'auteur à Lilia Brik. La première partie est publiée l'almanach Vzial («Взял») et certains passages sont retirés par la censure impériale. Une édition séparée du poème est publiée en février 1916 par les éditions Vzial, encore plus caviardée.
Les passages censurés n'ont été rétablis que dans la collection en deux volumes des œuvres de Vladimir Maïakovski, publiée en 1919. Le poème y porte le nom de Flûte de vertèbres.
Maïakovski en fait également une édition séparée. Ce livre manuscrit unique, daté du 21 novembre 1919, est illustré par l'auteur sur la couverture et quatre aquarelles. Le texte de la page de titre, écrit au pinceau par le poète, est le suivant : « Flûte de vertèbres. Œ. Maïakovski. Dédié à L. Brik. Transcrit par L. Brik. Peint par Maïakovski ». Un autographe figure en haut de la page de titre : « J'ai écrit ce livre. Vl. Maïakovski. 21 Xi. 19 » .